# Червоні Поди
Червоні Поди́ — село в Україні, Криворізькому районі Дніпропетровської області. 
Орган місцевого самоврядування — Новопільська сільська рада. Населення — 369 мешканців.

## Географія
Село Червоні Поди знаходиться на березі каналу Дніпро - Кривий Ріг, за 2 км від околиць міста Кривий Ріг. Поруч проходить автомобільна дорога Н11. До села примикає масив садових ділянок і аеродром «Довгинцеве» (база 363 військово-транспортного авіаполку).

## Населення

### Мова
Розподіл населення за рідною мовою за даними перепису 2001 року:
| Мова       | Кількість | Відсоток |
| ---------- | --------- | -------- |
| українська | 322       | 87.26%   |
| російська  | 46        | 12.47%   |
| білоруська | 1         | 0.27%    |
| Усього     | 369       | 100%     |